# Варец (коммуна)
Варе́ц (фр. Varetz, окс. Vares) — коммуна во Франции, находится в регионе Лимузен. Департамент — Коррез. Входит в состав кантона Мальмор-сюр-Коррез. Округ коммуны — Брив-ла-Гайярд.
Код INSEE коммуны — 19278.
Коммуна расположена приблизительно в 420 км к югу от Парижа, в 75 км южнее Лиможа, в 26 км к западу от Тюля.

## Население
Население коммуны на 2008 год составляло 2129 человек.
| 1962 | 1968 | 1975 | 1982 | 1990 | 1999 | 2008 |
| ---- | ---- | ---- | ---- | ---- | ---- | ---- |
| 1102 | 1123 | 1278 | 1643 | 1851 | 1917 | 2129 |

## Экономика
В 2007 году среди 1385 человек в трудоспособном возрасте (15-64 лет) 993 были экономически активными, 392 — неактивными (показатель активности — 71,7 %, в 1999 году было 68,9 %). Из 993 активных работали 939 человек (500 мужчин и 439 женщин), безработных было 54 (19 мужчин и 35 женщин). Среди 392 неактивных 101 человек были учениками или студентами, 132 — пенсионерами, 159 были неактивными по другим причинам.

## Достопримечательности
- Голубятня (1769 год). Памятник истории с 2010 года[3]

## Фотогалерея

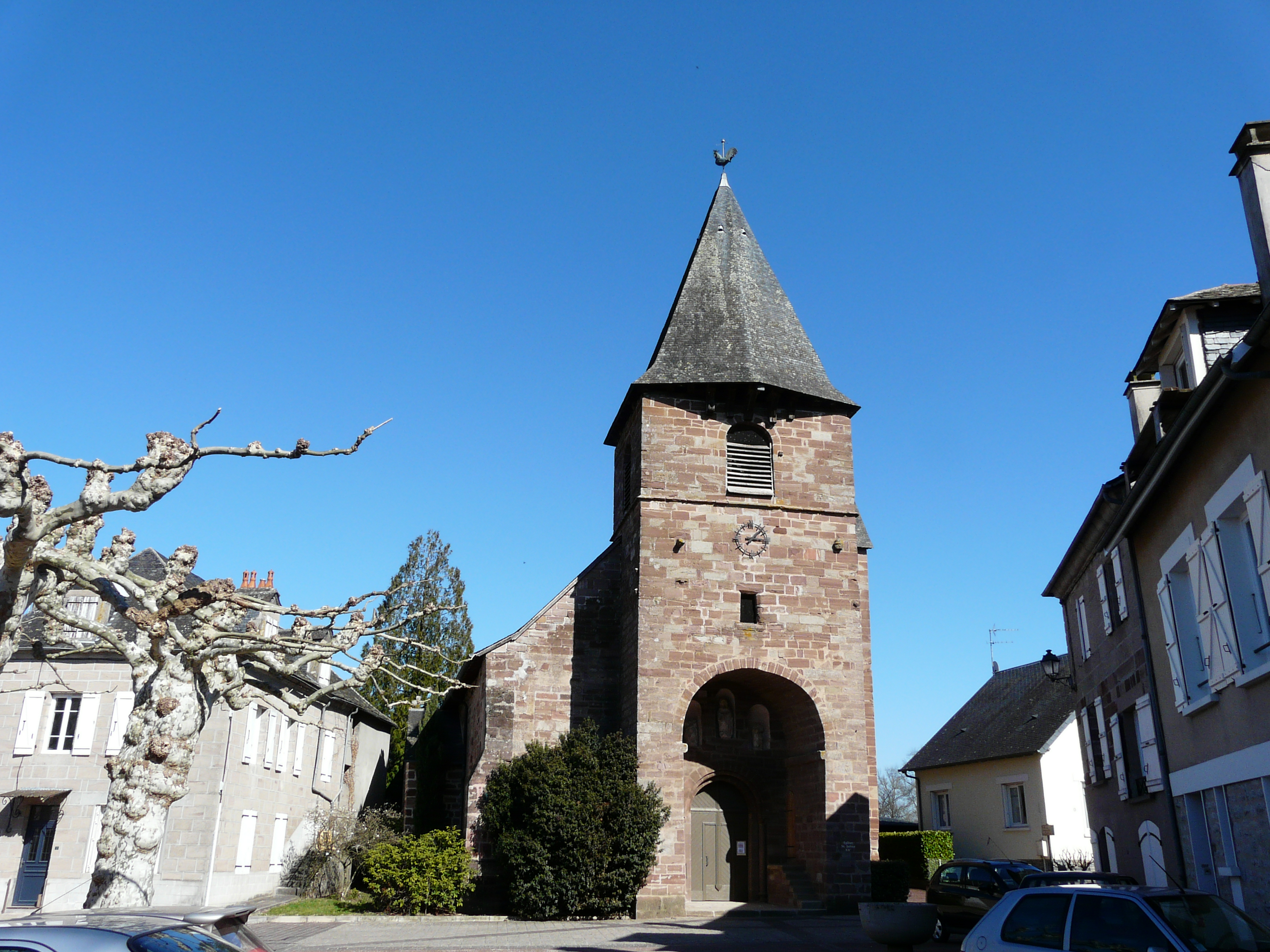
Церковь Сен-Жюльен
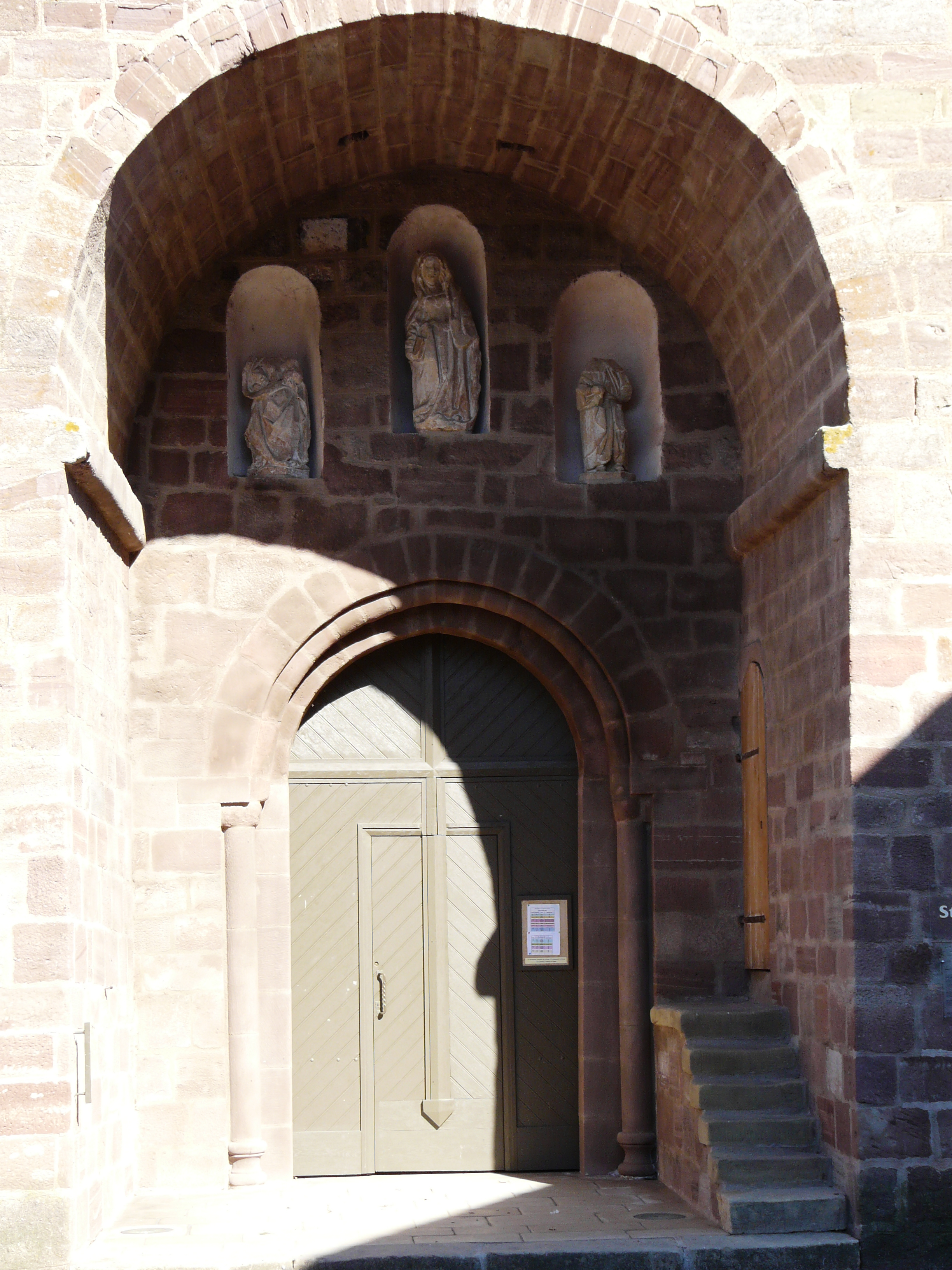
Паперть церкви Сен-Жюльен
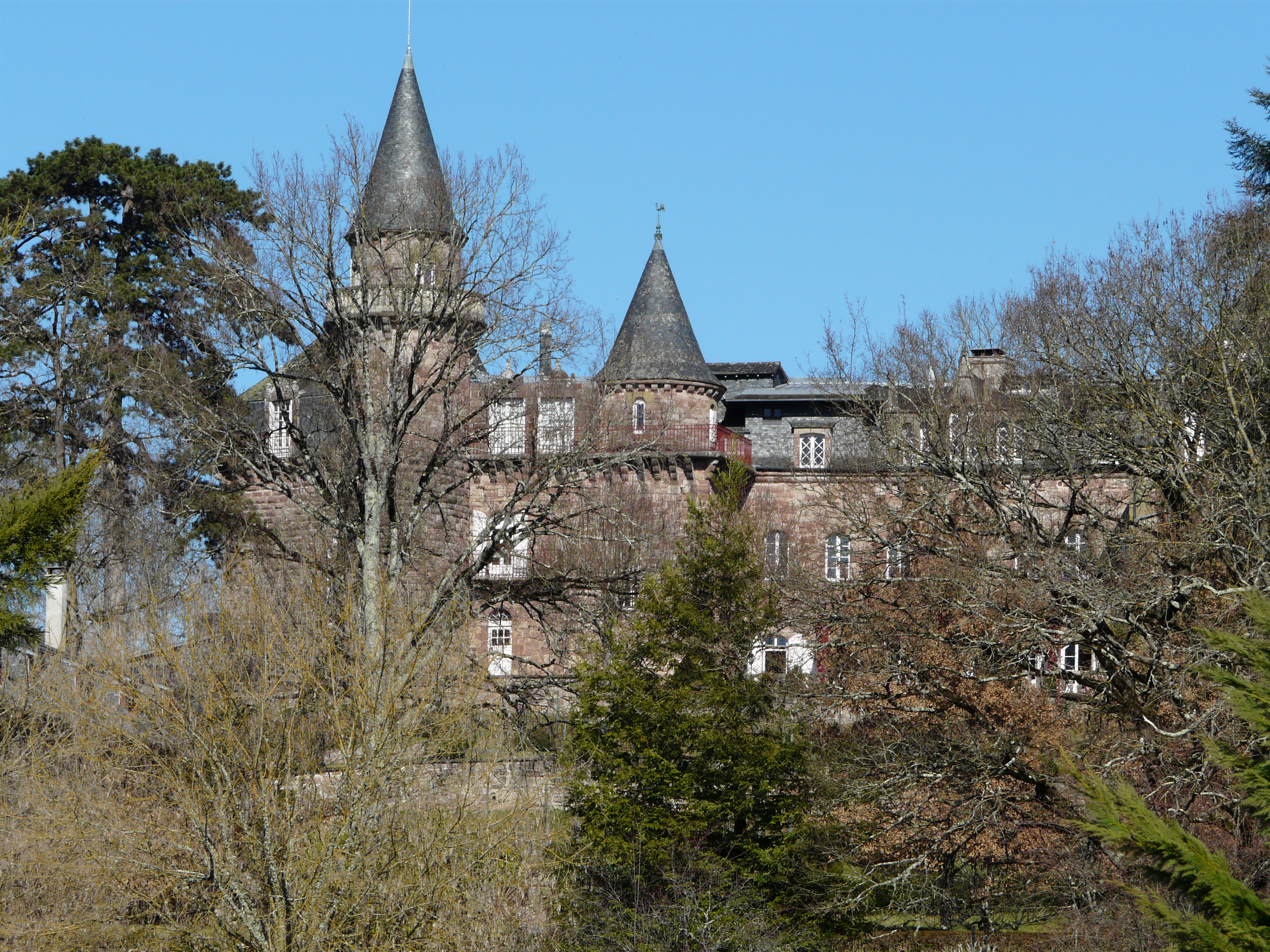
Замок Новель
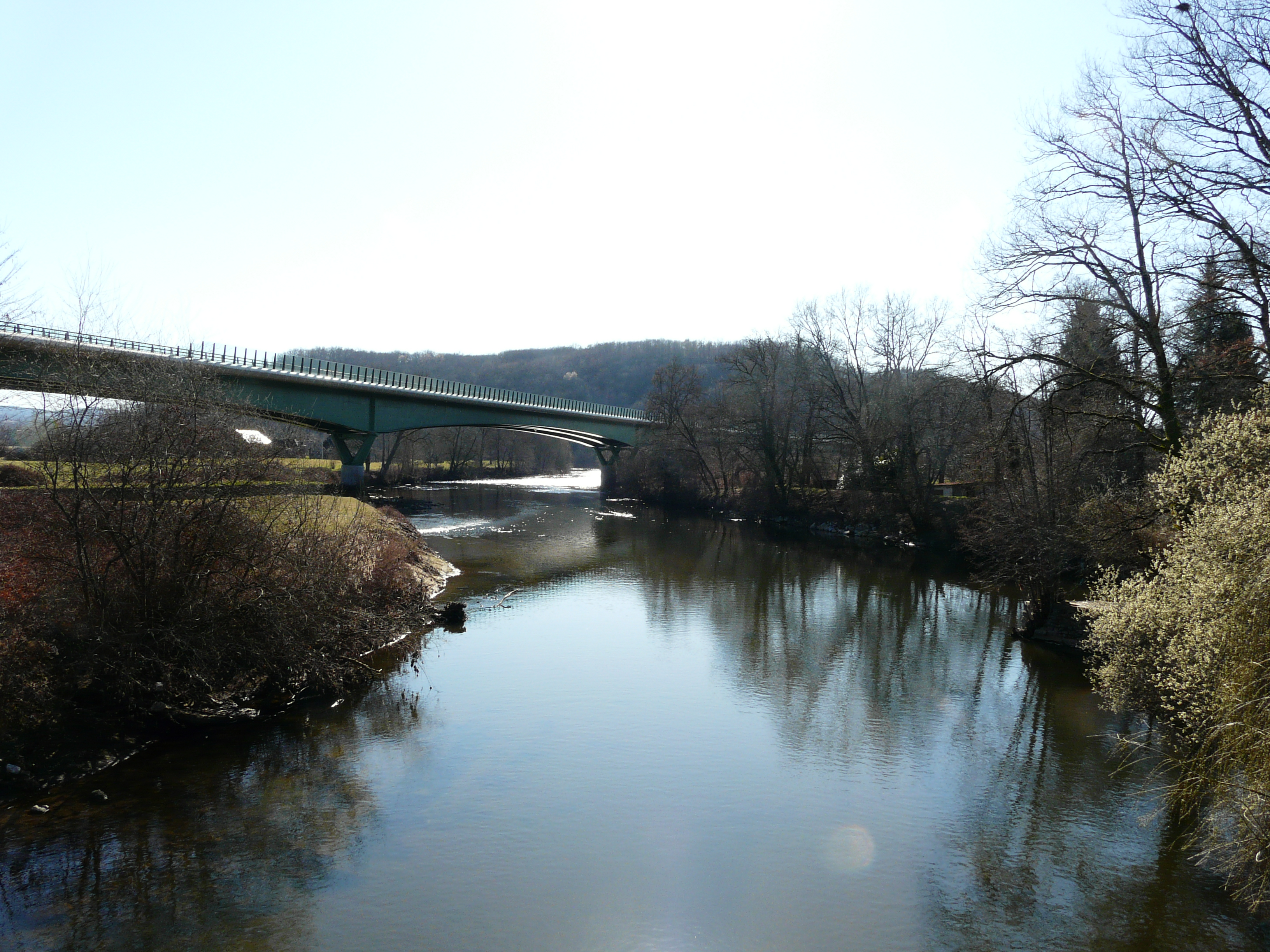
Мост через реку Везер